# Galway GAA
Le Galway GAA est une sélection sportive irlandaise basée dans la province de Connacht et pratiquant les sports gaéliques : hurling, football gaélique et camogie. Fondé en 1887, le Galway GAA évolue au Pearse Stadium (26 197 places) situé à Galway ou au St. Jarlath's Park (6 000 places) situé à Tuam.
Contrairement à la plupart des comtés de la GAA, Galway dispose de deux comités distincts, le Football Gaélique sous la direction du Galway football board et le Hurling dirigé par the Galway hurling board, cette séparation implique des blasons, maillots et sponsors différents.
D'autre part, les deux sections concourent également dans deux provinces différentes, l'équipe de football dans le Connacht, et l'équipe de hurling dans le Leinster.

## Palmarès de football gaélique
- All-Ireland Senior Football Championships : 9
  - 1925, 1934, 1938, 1956, 1964, 1965, 1966, 1998, 2001
- All-Ireland Junior Football Championships : 4
  - 1931, 1958, 1965, 1985
- All-Ireland Under-21 Football Championships : 3
  - 1972, 2002, 2005
- All-Ireland Minor Football Championships : 5
  - 1952, 1960, 1970, 1976, 1986
- National Football Leagues : 4
  - 1940, 1957, 1965, 1981
- Connacht Senior Football Championships: 44
  - le dernier en 2005

## Palmarès de hurling
- All-Ireland Senior Hurling Championships : 4
  - 1923, 1980, 1987, 1988
- All-Ireland Junior Hurling Championships : 2
  - 1939, 1996
- All-Ireland Under-21 Hurling Championships : 8
  - 1972, 1978, 1983, 1986, 1991, 1993, 1996, 2005
- All-Ireland Minor Hurling Championships : 7
  - 1983, 1992, 1994, 1999, 2000, 2004, 2005
- National Hurling Leagues : 8
  - 1932, 1951, 1975, 1987, 1989, 1996, 2000, 2004

## Palmarès de camogie
- All-Ireland Senior Camogie Championships : 1
  - 1997
- All-Ireland Junior Camogie Championships : 7
  - 1972, 1979, 1985, 1988, 1994, 1998, 2003
- All-Ireland Minor Camogie Championships : 9
  - 1977, 1981, 1986, 1987, 1994, 1996, 1997, 2000, 2004

## Palmarès de football gaélique féminin
- All-Ireland Senior Ladies' Football Championships : 1
  - 2004
- All-Ireland Junior Ladies' Football Championships : 1
  - 1985

## Joueurs de légendes
- Kevin Walsh
- Kieran Fitzgerald
- Pádraic Joyce
- Declan Meehan
- Johnny Hughes
- Jarlath Fallon
- Seán Óg De Paor